# François de Pâris
François de Pâris, conosciuto anche come François Pâris (Parigi, 3 giugno 1690 – Parigi, 1º maggio 1727), è stato un diacono francese alla cui tomba sono legati episodi di supposti miracoli, smentiti dalla Chiesa.

## Biografia
Era figlio di Nicolas de Pâris, signore di Branscourt, Machault e del Pasquy (1658-1714), consigliere al Parlamento di Parigi, e di Charlotte Rolland, figlia del sindaco di Reims, donna molto devota.

### Diacono
La madre lo affidò ai canonici dell'abbazia di Santa Genoveffa a Parigi, ma il giovane si dimostrava poco studioso e dissipato. Egli si fece quindi rimandare presto alla casa famigliare, ove un precettore riuscì a inculcargli il gusto per lo studio.
Egli si nutrì allora di letture edificanti che esaltavano la sua pietà. Desiderava farsi monaco benedettino, ma era il figlio primogenito della famiglia e il padre lo aveva destinato ad altra carriera. Tuttavia la sua devozione fu tale da convincere infine i suoi genitori. François de Pâris entrò allora nel seminario degli oratoriani di Saint-Magloire, ove studiò le Sacre scritture. Catechista zelante, fu ordinato suddiacono e poi diacono.

### Prolungamento della polemica giansenista
Nella polemica provocata dalla bolla Unigenitus egli prese le parti dei giansenisti. Egli sottoscrisse un appello lanciato contro la bolla da quattro vescovi e persistette nonostante l'accomodamento sottoscritto dall'arcivescovo di Parigi. Gli venne proposta una cura, ma la sua coscienza gli impedì di sottoscrivere la "formula" necessaria. La carriera sacerdotale si fermò quindi per lui a questo livello.
Diacono, si ritirò in un modesto appartamento del faubourg Saint-Marcel, ove condusse una vita austera. Utilizzava la pensione versatagli da suo fratello per opere di carità e s'impose di lavorare come tessitore per aumentare le sue elemosine e fare penitenza. Il suo fervore religioso lo portò ad imporsi delle mortificazioni per la gloria della Chiesa, che egli riteneva offesa dalla bolla Unigenitus. Mortificazioni e digiuni lo esaurirono prematuramente ed egli morì nel 1727. La sua salma venne inumata nel piccolo cimitero dell'abside della chiesa di San Medardo a Parigi.

### Miracoli e convulsioni
La vita edificante del diacono Pâris impressionò gli animi e venne considerato santo. I giansenisti si riunivano presso la sua tomba e presto si diffusero notizie di avvenuti miracoli sulla sua tomba. Il cimitero divenne allora teatro di scene di estasi collettive. Alcuni "illuminati" entravano in convulsione sulla tomba del diacono – da cui la denominazione di convulsionari di san Medardo – e divennero fonti di profezie.
Tra i miracoli celebri si annoverano una guarigione miracolosa di Anne le Franc, quella della domestica Marie-Anne Couronneau, secondo la testimonianza di Nicolas Simart, tipografo del Delfino, e di Louis-Basile Carré de Montgeron, membro del Parlamento di Parigi. Quest'ultimo fu d'altra parte testimone di così tanti miracoli da pubblicare nel 1737 quattro grossi volumi dal titolo La Vérité des Miracles. La Chiesa si mosse: fu istituita una commissione ecclesiastica d'inchiesta che giudicò i miracoli illusori, ma l'entusiasmo rimase.
Il potere reale chiuse il cimitero con un'ordinanza del 27 gennaio 1732 ma il fervore non si affievolì, tant'è che sulla palizzata che recintava il cimitero comparve una scritta con le parole:
(Scritta comparsa sulla palizzata del cimitero di San Medardo in Parigi)
Reliquie del diacono cominciarono a circolare e il movimento guadagnò la provincia, tuttavia, mantenuto dalla superstizione e da pratiche che sapevano più di magia che di religione, esso si estinse nei primi anni del novecento.